# Joseph Müller (Philologe)
Joseph Müller (auch Josef Müller; * 2. Mai 1825 in Brünn; † 13. Juli 1895 in Turin) war ein österreichischer klassischer Philologe, Historiker und Hochschullehrer.

## Leben
Müller studierte ab 1843 an der Universität Wien Philosophie und klassische Philologie. Er wurde dort 1846 zum Dr. phil. promoviert und war anschließend Beamter der Wiener Hofbibliothek. 1852 ging er zur Neuorganisation der Gymnasialstudien nach Mailand, das damals zum österreichischen Königreich Lombardo-Venetien gehörte. Dort unterrichtete er am Ginnasio Liceale deutsche Sprache und Literatur sowie Griechisch. Außerdem war er im Auftrag der Wiener Akademie der Wissenschaften mit der Edition bis dahin unbekannten byzantinischen Diplom- und Aktenmaterials befasst.
Müller folgte 1856 einem Ruf als ordentlicher Professor der deutschen Sprache und Literatur an die Universität Pavia und 1859 in gleicher Eigenschaft an die Universität Padua. In dieser Zeit begann er Schulausgaben und Standardwerke des altsprachlichen Unterrichts ins Italienische zu übertragen, etwa Georg Curtius’ Griechische Schulgrammatik. Der politischen Situation geschuldet – das Königreich Italien hatte 1866 im Rahmen des dritten italienischen Unabhängigkeitskriegs die verbliebenen österreichischen Gebiete in Italien angegriffen –, kehrte Müller nach Wien zurück. Dort wurde er mit Bestätigung vom 3. August 1866 korrespondierendes Mitglied der Wiener Akademie der Wissenschaften, allerdings fand sich für ihn keine Anstellung als Hochschullehrer.
Müller kehrte 1867 zurück nach Italien. Er wurde ordentlicher Professor der Gräzistik an der Universität Turin und war weiter um die Verbesserung des Lehrmaterials für den Bereich der klassischen Philologie an italienischen Schulen bemüht. Im Juli 1872 gehörte er zu den Gründern der Rivista di filologia e d’istruzione classica (RIFC), die bis heute zu den führenden Organen dieses Feldes zählt. Mit seinen Übersetzungen von Karl Otfried Müllers zweibändiger Geschichte der griechischen Literatur und der dreibändigen Griechische Geschichte von Ernst Curtius machte er Klassiker der deutschen Altertumswissenschaften einem größeren italienischen Kreis zugänglich. Müller verstarb 1895 im Amt.

## Werke (Auswahl)
- Actenstücke zur inneren Geschichte Mailands unter französischer Herrschaft und unter den letzten Sforza's: Aus dem Archive von S. Fedele in Mailand mitgetheilt, Gerlod, Wien 1861.
- Dizionario greco-italiano, 1871.
- Aviamento allo studio della lingua greca, 1884.
- mit Franz von Miklosich: Acta et diplomata graeca medii aevi sacra et profana, 6 Bände, 1860–1890.
- Corso prattico di lingua tedesca, 3 Bände, 6. Aufl. 1890–1894.